# Исландская лошадь
Исландская лошадь — порода лошадей, выращиваемая в Исландии. Её характерные черты — небольшой рост (до 144 см в холке), коренастость и грубоватость, большая голова, косматая плотная чёлка, длинные грива и хвост. Масти лошадей могут быть разные — например, вороная, гнедая, рыжая, пегая, серая. Нет чубарых лошадей. Сами исландцы насчитывают до ста вариаций и оттенков мастей. 
Исландские лошади достигают зрелости поздно — в 7—8 лет, но живут долго — до 40 лет. Выращиваются в т. н. табунном разведении, на свежем воздухе. Лишь с наступлением зимы их загоняют в укрытие. Лошади не боятся холодов, так как обрастают густой плотной шерстью, и редко болеют.
Особенность лошадей состоит в том, что они пятиаллюрны. Они владеют тремя основными аллюрами — шагом, рысью и галопом, а также иноходью — скейдом (исл. skeið, flugskeið) и тёльтом (исл. tölt) — четырёхтактным быстрым аллюром (передние ноги совершают шаговые движения, а задние продвигаются далеко вперёд, что позволяет лошади энергично двигаться вперёд).
Исландские лошади очень сообразительны. Благодаря хорошо развитому равновесию легко преодолевают такие препятствия, как льды, острые камни или быстрые реки. Характер — спокойный, доброжелательный. Благодаря тому, что на протяжении своей истории лошади не встречались с хищниками, они не боятся человека и доверяют ему.

## Экстерьер
Голова средней величины, с прямым профилем и несколько укороченной лицевой частью, маленькие уши, сравнительно короткая, невысоко поставленная шея, глубокая грудь, удлиненный массивный корпус, наклонный мощный круп, короткие сильные ноги с аккуратными прочными копытами. Волосяной покров длинный, щетки короткие, но жесткие, грива и хвост длинные и очень густые. Хвост обычно высоко приставлен. Средние промеры: высота в холке — 132 см; обхват груди — 160 см; обхват пясти — 17 см.
Высота в холке — 130—145 см. Вес — 380—410 кг.

## История
Порода была завезена в Исландию викингами в IX—X веках. Для экономии места на драккарах викинги выбирали только низкорослых лошадей — отсюда и характерный признак породы. В скандинавской мифологии лошадей почитали, а исландская порода по легенде произошла от восьминогого коня Слейпнира, помощника верховного бога Одина.
Лошади играли большую роль в жизни острова, так как вместе с лодками были единственным средством передвижения. Их также использовали на сельскохозяйственных работах. Упоминания о породе встречаются в многочисленных литературных и исторических трудах. Кроме того, лошадей сжигали на погребальных кострах, чтобы те вместе с умершими хозяевами перешли в загробный мир. Одним из развлечений викингов были смертельные бои жеребцов.
В 982 году альтинг принял закон, запрещающий импортировать лошадей в страну. Это было сделано для предупреждения заболеваний. С тех пор в Исландию не разрешается завозить лошадей, вывезенных оттуда ранее. Например, лошадь, вывезенная за пределы острова — пусть даже для выступления на чемпионате мира по конному спорту, — не может вернуться назад. Запрет распространяется и на вещи, используемые при работе с лошадьми, — одежду, амуницию. Благодаря этому удалось сохранить чистоту породы.
В конце XVIII века значительная часть исландских лошадей погибла в результате извержения вулкана.
В 1904 году было создано первое исландское сообщество по разведению породы.
Сегодня исландские лошади чрезвычайно популярны в Европе и Северной Америке. Организация, способствующая разведению породы, — The International Federation of Icelandic Horse Associations — представлена в 19 странах.
Исландских лошадей используют для различных целей: для работы в полях, на охоте, в хорсболе, иппотерапии, в конноспортивных дисциплинах — от конкура и пробегов на скорость до скачек на льду, доступных лишь этой породе. Лошади идеально подходят для семейного досуга или детского спорта.